# Тигролев
Тигроле́в (также тигло́н, или та́йглон, англ. tiglon, также тиго́н, или тайго́н (англ. tigon) и тио́н (англ. tion): от англ. tiger «тигр» и lion «лев») — гибрид тигра-самца и львицы-самки. В настоящее время тигрольвы не так привычны, как их «визави» лигры, хотя в конце XIX — начале XX веков была противоположная ситуация. Тигрольвы не встречаются в дикой природе, так как у тигров и львов в настоящее время разные ареалы.
Тигрольвы совмещают признаки обоих родителей: они могут иметь пятна от матери (гены львов отвечают за пятна — детёныши львов рождаются пятнистыми) и полосы от отца. Грива тигрольва, если она появится, всегда будет короче гривы льва. Обычно тигрольвы меньше тигров и весят около 170—250 кг.
Самцы тигрольвов всегда стерильны, в то время как самки — нет.
В советской палеонтологии по инициативе Николая Верещагина тигрольвом называют пещерного льва.
В коллекции Московского зоопарка был тигролев по кличке Аполло, привезенный в 1935 г. из Германии, где он родился от уссурийского тигра и львицы.
Эксперты-зоологи утверждают, что тигролев вполне может выжить в дикой природе в отличие от лигра. Скорость бега тигрольва может достигать 70—90 км/ч, этого вполне хватает для успешной охоты, также хорошо развиты все органы чувств.